# Щипачёво (Псковская область)
Щипачёво, Щипачево — опустевшая деревня в Локнянском районе Псковской области России. Входит в состав сельского поселения «Михайловская волость».

## География
Деревня находится в юго-восточной части региона, в зоне хвойно-широколиственных лесов, у реки Жабровка, на расстоянии примерно 7 километров (по прямой на северо-восток) от посёлка городского типа Локни, административного центра района.

### Климат
Климат характеризуется как умеренно континентальный, влажный. Средняя многолетняя температура самого холодного месяца (января) составляет −7,7°С, средняя температура самого тёплого (июля) — +17,6°С. Среднегодовое количество осадков — 700—900 мм. Продолжительность безморозного периода составляет 141 день.

### Часовой пояс
Деревня Щипачёво, как и вся Псковская область, находится в часовой зоне МСК (московское время). Смещение применяемого времени относительно UTC составляет +3:00.

## Население
| 2001 | 2002 | 2010 |
| ---- | ---- | ---- |
| 3    | ↘0   | →0   |

## Инфраструктура
Было личное подсобное хозяйство.

## Транспорт
Лесная дорога.